# Seonjeong
Seonjeong, död 1222, var Koreas drottning 1197-1204, gift med kung Sinjong av Goryeo. Hon beskrivs som trogen och lojal mot Sinjong, och fungerade som hans politiska rådgivare som delade hans regeringsansvar utan att trots detta anses lägga sig i politiken, då hon endast sågs som en stödjande maka. 